# 中国核试验基地
中国核试验基地，又称中国人民解放军第二十一试验训练基地（中国人民解放军63650部队）、马兰基地，位于新疆维吾尔自治区巴音郭楞蒙古自治州和硕县乃仁克尔乡境内、罗布泊的西端，曾是中国人民解放军战略支援部队直属单位，是综合性科研试验单位。

## 历史沿革
1950年代，在原子弹、导弹的研制工作正式上马后，原子弹、导弹基地的建设问题也提上日程。中华人民共和国国防部部长彭德怀指示：“关于导弹基地、原子弹试验基地选场问题交给陈锡联，他是炮兵司令，这几年跑的地方多。选好了交给工程兵司令陈士榘，由他的工程兵负责建。安排部队的事情，荣臻同志多操心，最好是成建制拉过去，这样利于保密。”导弹基地建设主要由陈士榘负责，而前期原子弹试验场的选址工作主要在苏联专家指导下开展。中央军委确定建设核武器试验场后，国防部组织了选场委员会，成员包括陈士榘、江文、唐凯、李兆邦、常勇、塞风，他们与阿·彼·安德列耶夫等4位苏联专家共同研究选场方案。陈士榘同委员会成员和中华人民共和国第二机械工业部的郭英会及4位苏联专家赴甘肃敦煌以西地区勘察原子弹试验场（也称原子弹靶场）。1958年下半年，他们先后勘察了青海西部、内蒙古西部、新疆东南部等地。经数月勘察，根据苏联专家意见，将原子弹试验场定在甘肃敦煌以西地区，核爆心定在甘肃敦煌西北方向。这一选场方案获得了总参谋长黄克诚的正式批准。勘察大队（代号为中国人民解放军0673部队）由张志善任大队长，他与政委常勇、副大队长史国华在敦煌选定的地区开展了地质测绘、道路和通讯设施建设。
同时，1958年经中国人民解放军副总参谋长陈赓推荐，聂荣臻同意由中国人民解放军第三兵团参谋长张蕴钰出任即将成立的核试验基地司令员，并报中央军委批准，由张蕴钰负责敦煌原子弹试验场的建设。1958年10月2日，张蕴钰奉命抵达敦煌后，经调研认为敦煌不适合建原子弹试验场，应向西到新疆罗布泊地区建设。张蕴钰立即回北京，经陈赓向聂荣臻汇报。这时，苏联中型机械工业部部长斯拉夫斯基也来信表示，敦煌不适合建原子弹试验场，建议移至新疆罗布泊地区。
1958年12月24日，张蕴钰率勘察小分队自敦煌出发，经玉门关向西赴罗布泊。12月28日，张蕴钰一行到达罗布泊西北100多公里处，打下第一根木桩，后来此处就是中国第一颗原子弹的爆心。1959年2月初，由陈士榘、万毅、张蕴钰联名向国防部提交了核武器试验场选场报告，建议试验场定在新疆罗布泊西北地区。1959年3月13日，国防部正式批准该报告，并于3月25日通知中国人民解放军新疆军区，0673部队将进驻新疆执行特种工程任务，该部军事、行政、党政、后勤工作归新疆军区领导，有关情况须保密。
部队于1959年3至4月间进入新疆，暂驻新疆和硕县乌什塔拉公社和新疆生产建设兵团农二师的一个废弃农场。这时靶场领导只有张蕴钰、常勇、张志善，他们将营区定点在乌什塔拉以南地区，东距试验场区250公里，北靠天山，南不足20公里有博斯腾湖。因此处生长着少许“马兰草”，当地人称此地为“马兰滩”。张蕴钰、张志善、工程处长苏润海最后定点时，将此地定名“马兰村”。部队进驻后不久，1959年6月13日接到中国人民解放军总参谋部通知：0673部队对内称“中国人民解放军第二十一训练基地”。（1959年6月13日，中国人民解放军总参谋部正式批准核试验基地建设。）随即基地建起党委，常勇任第一书记，张蕴钰任第二书记，张志善、任中咸、李天衷任党委委员；原勘察大队工作已结束，即行撤销。张蕴钰旋即被任命为基地司令员。
1958年、1959年，部队陆续进入核试验基地，1960年开始有军人家属进入基地。随着人口增加，核试验基地的生活区逐渐形成了一个小镇，有学校、医院、商店、礼堂等等设施。
核试验基地为中国“两弹”的研制成功发挥了重大作用。1964年，中国第一颗原子弹在距马兰300多公里的罗布泊成功爆炸。这里走出了8位“两弹”功勋院士、29位科技将军。1975年，由中国人民解放军第二十一训练基地改称中国人民解放军第二十一试验训练基地。
1986年国际和平年的春季，中国政府宣布：中国已多年未进行大气层核试验，今后将不再进行大气层核试验。同年10月16日，核试验基地在中国首次核试验爆心竖起一块花岗岩纪念碑。1996年，中国签署《全面禁止核试验条约》。此后，核试验基地主要开展科研工作，截至2016年已筹划建立了3个国家级重点实验室，出现10位院士、4位军队科技领军人才、20多名国家“863”“973”计划专家，获得国家科技成果奖80多项、军队科技进步奖一等奖60多项。
1990年8月22日，中共中央总书记、中央军委主席江泽民在1990年北京亚运会点火后就搭乘飞机，当天中午在核试验基地阅兵，并为核试验基地题词：“发扬艰苦奋斗、无私奉献的马兰精神，建设现代化、正规化、革命化的核试验基地。”
马兰基地曾是中国最高级别的军事禁区，一直不对外开放。1980年代，该基地不少军事设施停用后，部分重要遗迹保留下来，例如长300米的人工防空隧道（三线指挥部），29位科技将军居住的将军楼等建筑。该基地所在的和硕县申请在马兰基地的原科研中心、军事指挥中心建设国家级红色旅游景区，2011年获得批准。此后，和硕县又与清华大学共同规划设计马兰军博园。2012年10月10日，位于马兰基地的军博园项目开工建设，总投资600多万元人民币。2011年被国家发改委列入国家红色旅游项目第二批经典名录，定名“巴音郭楞州马兰军博园”。
在深化国防和军队改革中，该基地由中央军事委员会装备发展部转隶中国人民解放军战略支援部队。2016年，反映该基地奋斗历程的电视剧《马兰谣》播出。
2024年战略支援部队建制撤销。該部队现佩戴“中国人民解放军作战试验基地”臂章。

## 历任领导
| 中国人民解放军第二十一试验训练基地司令员 - 张蕴钰 大校（1958年—1961年，党委第二书记兼核武器试验靶场主任） - 张蕴钰 少将（1961年—1968年，党委第二书记兼第二十一训练基地司令员） - 白斌（1969年—1971年停职审查，第二十一训练基地司令员） - 白斌（1975年10月—1977年） - 张蕴钰（1975年10月—1977年） - 张志善（1977年—1985年） - 钱绍钧（1985年11月—1987年3月，党委副书记兼司令员） - 曲从治 少将（1987年—1989年） - 马国惠 少将（1989年—？） - 范如玉 少将（？—2003年） - 刘国治 少将（？—2010年12月） - 吴应强 少将（2011年—） | 中国人民解放军第二十一试验训练基地政治委员 - 常勇 少将（1958年—1967年，党委第一书记兼第二十一训练基地政委） - 廖鼎琳（1968年—1974年，党委第一书记兼第二十一训练基地政委） - 邓迈（1975年10月—1977年） - 胡若嘏（1977年—1984年） - 许瑞忱（1984年—？） - 杜郁 少将（？—1989年） - 云维春 少将（1989年—1996年） - 马遂顺 少将（1996年12月—2000年） - 王振荣 少将（2000年—2006年） - 侯贺华 少将（2007年1月—2009年1月） - 王建俊 少将（2009年1月—2012年） - 孔令才 少将（2012年—2018年7月） - 岳雷 少将（2018年7月—） |

## 轶事
1964年10月16日中国第一颗原子弹爆炸成功后，一首童谣在中国大陆广为流传，长盛不衰，歌词朗朗上口，节奏感强，儿童们经常在跳皮筋时唱这首歌。歌词为“小皮球，架脚踢（香蕉梨），马兰开花二十一，二八二五六，二八二五七，二八二九三十一；三八三五六，三八三五七，三八三九四十一……九八九五六，九八九五七，九八九九一百一”不同版本歌词略有差异，也有以“小汽车，滴滴滴”开头，从“马兰开花”开始一般是统一版本，有时简化成“二五六，二五七”等。歌词中暗含与核试验相关的密语：“小皮球”指外形接近球体的原子弹，“架脚踢”指铁塔上的塔爆试验，“马兰”指马兰基地，“开花”指原子弹爆炸，“二十一”指中国人民解放军第二十一训练基地研究所，“二八二五六”和“二八二五七”指保密基地对外联络的唯一渠道28信箱256分箱和257分箱。